# 石城合戦
石城合戦（いしのじょうかっせん）は、日向国の新納石城（石城）で行われた伊東氏と島津氏の戦いである。日向を一時的に退去した伊東家家臣団が守る新納石城を島津氏が侵略した戦いで、耳川の戦いの前哨戦として天正6年（1578年）の7月と9月の2回にわたって行われた。

## 合戦の経過
新納石城は日向国中部、現在の宮崎県児湯郡木城町石河内にあった城で、伊東四十八城の一つ。1568年（永禄11年）頃は長友源二郎が城主を務めていたとされる。なお現在、城跡は武者小路実篤が理想郷として開設した日向新しき村（一般社団法人）の敷地となっている。
永禄年間（1558年–1570年）、伊東四十八城に代表されるような栄華を誇った日向の伊東義祐であったが、1572年（元亀3年）の木崎原の戦い以降衰退し始めると、1577年（天正5年）に到ってついに島津氏の侵略に耐えきれず、北九州の大友宗麟を頼って家臣と共に日向から豊後へ一時的に退去した。これによって島津義久は日向の多くを手に入れ、北九州を治める大友宗麟との対決は避けられない状況となった。
他方、豊後で義祐を受け入れた宗麟はその要請に応じる形で日向への出兵を決定。それに先んじて、まず1578年（天正6年）2月に大友軍先鋒を日向北部の門川へ送り込んだ。この際義祐の命を受けた伊東家家臣団がこれに同行し、翌3月には伊東家家臣の長倉祐政、山田宗昌らが同じく日向北部の石城に入城し、日向北部から豊後へと侵略する島津軍に抗戦する構えを見せた。

### 石城合戦（7月）
同年6月、義祐の命によって石城は修築され、城の守りを任された長倉祐政、山田宗昌らは伊東家家臣600名と共に島津軍に備えた。これを聞いた、島津義久は大友軍との合戦を前に石城を落とすため、総大将島津忠長、島津以久、伊集院忠棟らに兵7000余りを与えて石城へと送った。
7月6日、石城へ到着した島津軍はこれを攻め始めるも、石城は三方に急流を備え、背後には険しい山を背負った天然の要害であり、攻城は困難を極めた。島津軍は攻めかかるも、城を守る長倉祐政、山田宗昌指揮下の伊東軍の激しい抵抗により島津軍は500名余りの戦死者を出し、さらに副将川上範久が討死、総大将島津忠長は左肘を矢で射抜かれて重傷を負うなど返り討ちにされ損害が拡大したため、島津軍の伊集院忠棟は諸将と協議した上で城の攻略を断念し、佐土原への撤退を決定した。
この戦いの結果はすぐに豊後にも報告され、長倉祐政、山田宗昌ら伊東家家臣団には大友義統から感状が贈られたが、大友氏からの大規模な援軍を得ることは出来なかった。

### 石城合戦（9月）
7月の戦いで敗北し、城の攻略に失敗した島津軍であったが、およそ2か月後の9月15日（17日）に島津以久を大将とし島津忠長、伊集院忠棟、平田光宗、上井覚兼を副将として1万余りの軍勢をもって再び石城に攻めかかった。島津軍は川を渡るため、大木を切り集めて川底に沈め浮橋を作り、弓矢鉄砲を撃ちかけて昼夜問わずの攻撃を行ったが、石城を守る伊東軍も頑強に抵抗を続け、10日余りにわたる激戦となった。しかし連日にわたる戦闘で石城の兵糧は底をつき始め、また援軍の到来も無かったため、9月29日、伊東軍の長倉祐政、山田宗昌は遂に城を明け渡し、伊東軍は門川へと撤退した。

## 結果
半年に及ぶ石城での抵抗が終了した後も、多くの伊東家家臣が日向国内に在留・集合し、大友軍と合流するなどして、継続的に島津軍へ激しく抵抗した。特に長倉祐政は大友軍と通じながら独自に兵を挙げ、島津軍の背後を脅かし撃退するなど抵抗したが、続く耳川の戦いで大友軍が敗北したことで、大友軍に合流していた伊東家家臣も大友家家臣と共に戦死したほか、その他の伊東家家臣も大友軍と共に日向から一時的に豊後へと退去した。